# Celyphus microchaetus
Celyphus microchaetus är en tvåvingeart som beskrevs av Shi 1999. Celyphus microchaetus ingår i släktet Celyphus och familjen Celyphidae. Inga underarter finns listade i Catalogue of Life.